# Roggenmarkt (Münster)

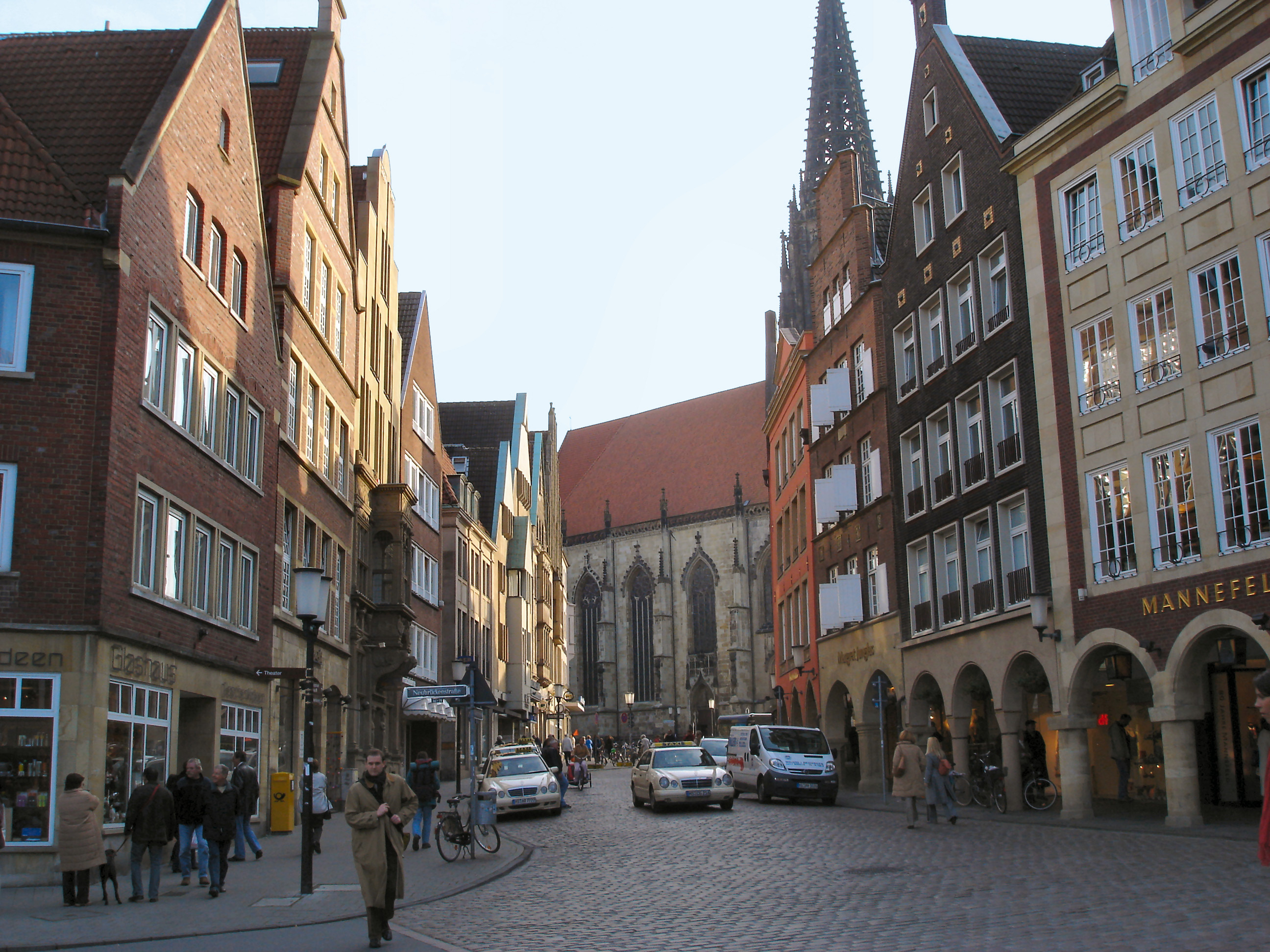
Panorama des Roggenmarkts. Im Hintergrund die ehemalige Marktkirche St. Lamberti

Der Roggenmarkt im westfälischen Münster ist zusammen mit dem Alten Fischmarkt einer der ersten und ältesten Märkte der Stadt. Er entstand bereits gegen Mitte des 10. Jahrhunderts nordöstlich der Domburg um den St.-Paulus-Dom herum. Seinen Namen bekam er, weil auf diesem Markt hauptsächlich mit Roggen und anderem Getreide gehandelt wurde. Dabei lag er an einer wichtigen Handelsroute in Ost-West-Richtung nach Holland sowie in unmittelbarer Nähe der wichtigen Nord-Süd-Verbindung aus dem Rheinland in den Norden mit dem Friesland, Bremen und im späteren Verlauf auch Lübeck.
Der Roggenmarkt befindet sich nördlich des Prinzipalmarkts und verläuft ungefähr ab der Lambertikirche in einem Bogen in westlicher Richtung. Die beiden Märkte gehen dabei fließend ineinander über. Bis ins Jahr 1907 lag mitten in der Marktstraße die als Drubbel bezeichnete Häuseransammlung.
Am Roggenmarkt herrschte ähnlich wie am südlich anschließenden Prinzipalmarkt eine Bebauung mit historischen Kaufmannshäusern vor, wobei dieser erst ab 1121 entstand. Die vorgelagerten Bogengänge sind typisch für die Architektur der Gebäude. Wie auch der Prinzipalmarkt wurde der Roggenmarkt im Zweiten Weltkrieg fast vollständig zerstört und im Anschluss daran zu einem großen Teil in Anlehnung ans Original wiederaufgebaut.